# Eulophia zollingeri
Eulophia zollingeri là một loài thực vật có hoa trong họ Lan. Loài này được (Rchb.f.) J.J.Sm. mô tả khoa học đầu tiên năm 1905.

## Hình ảnh

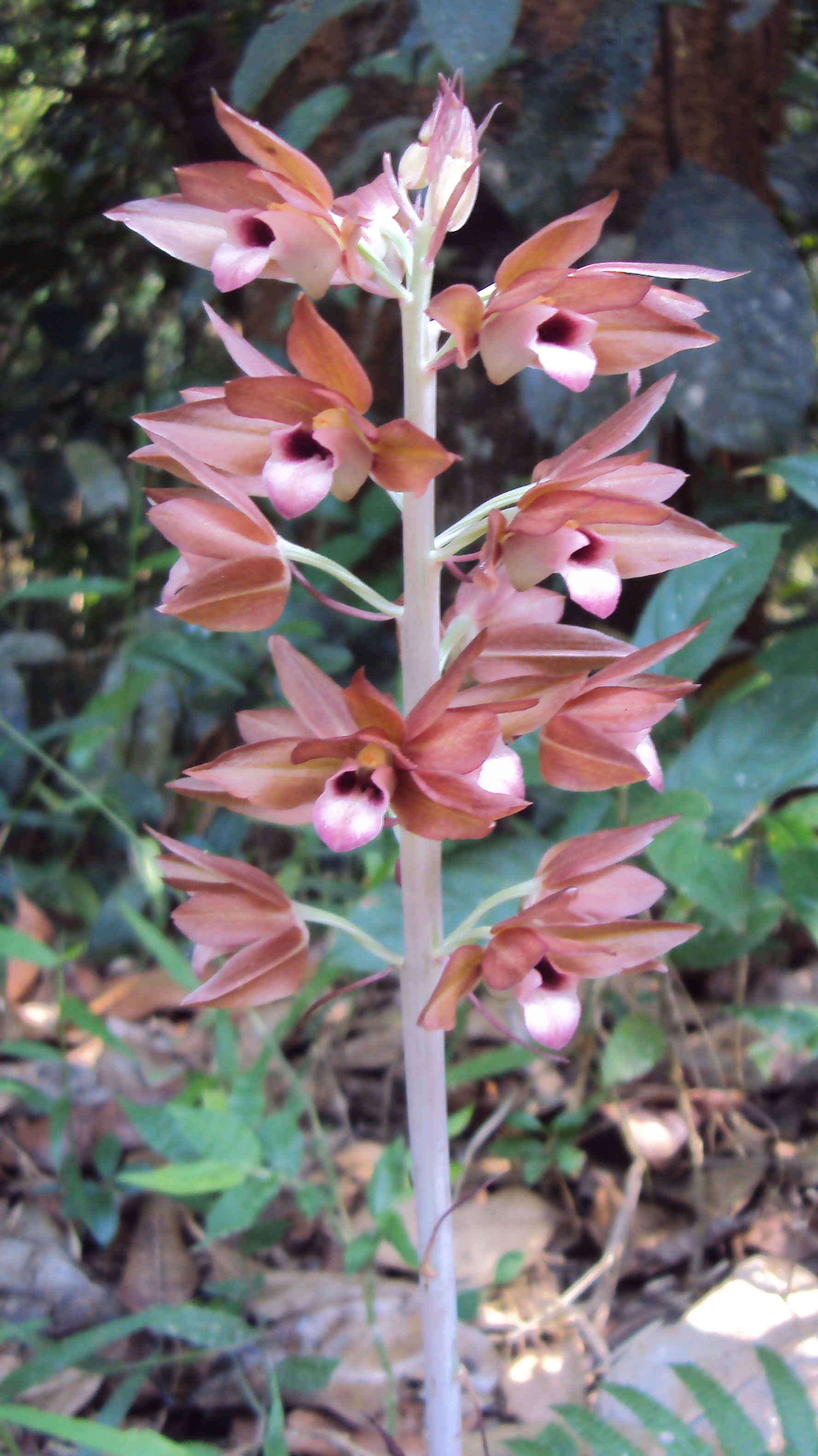
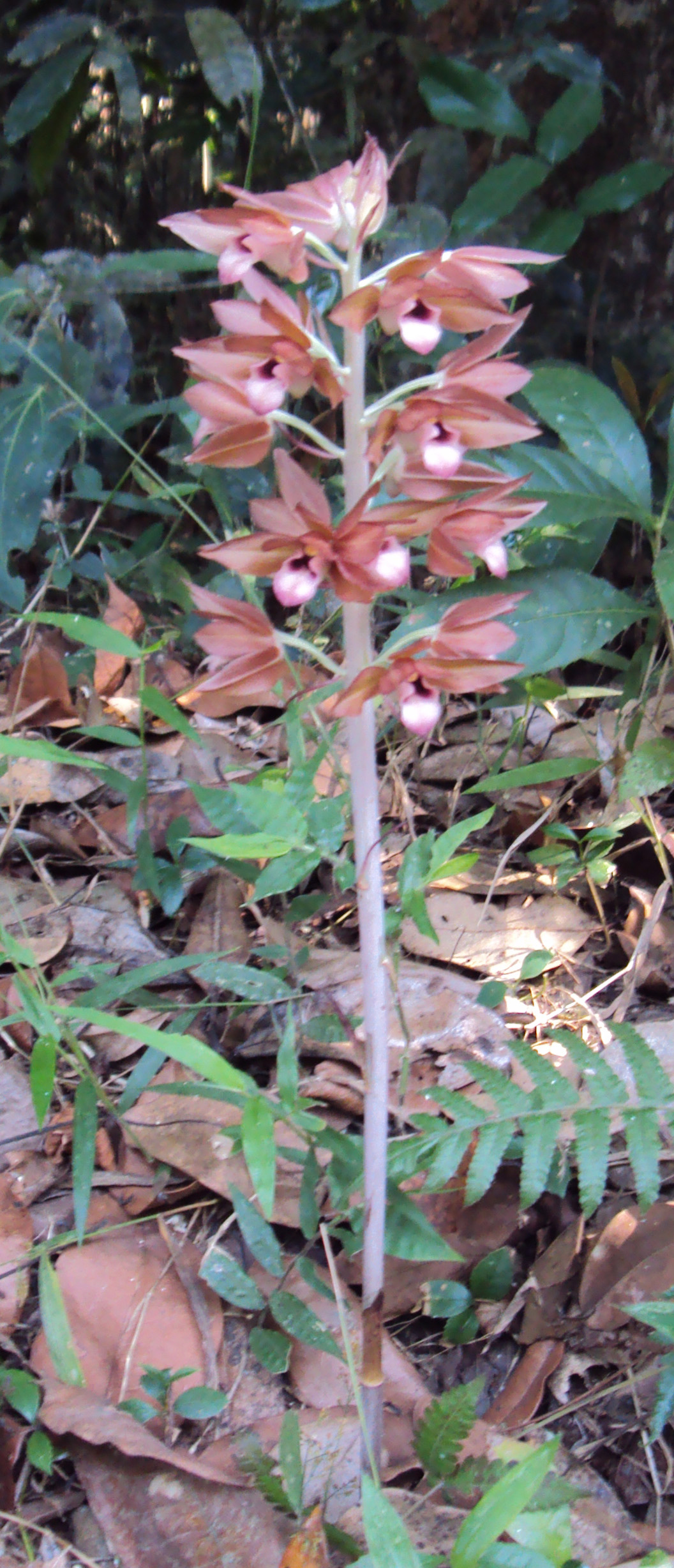
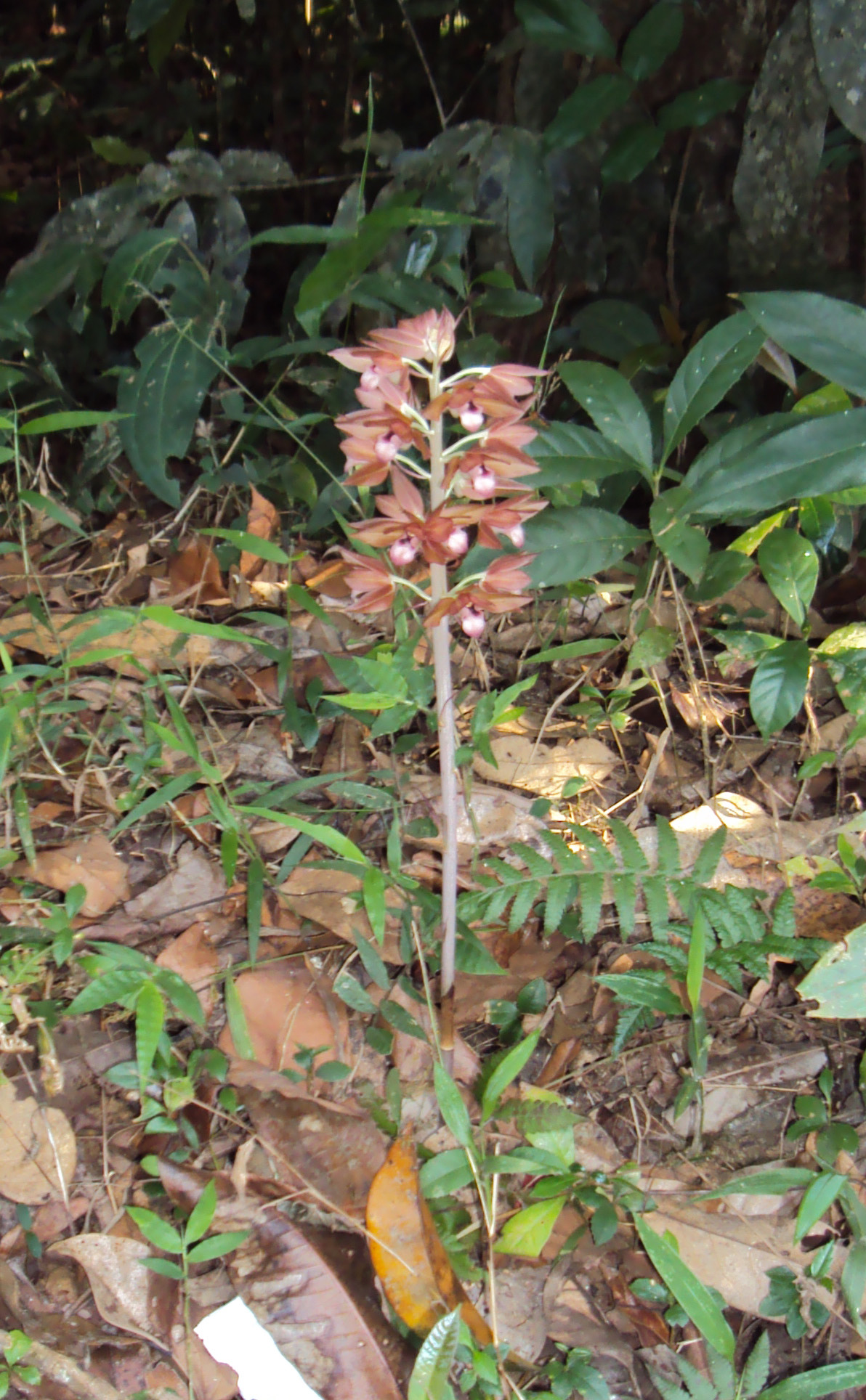
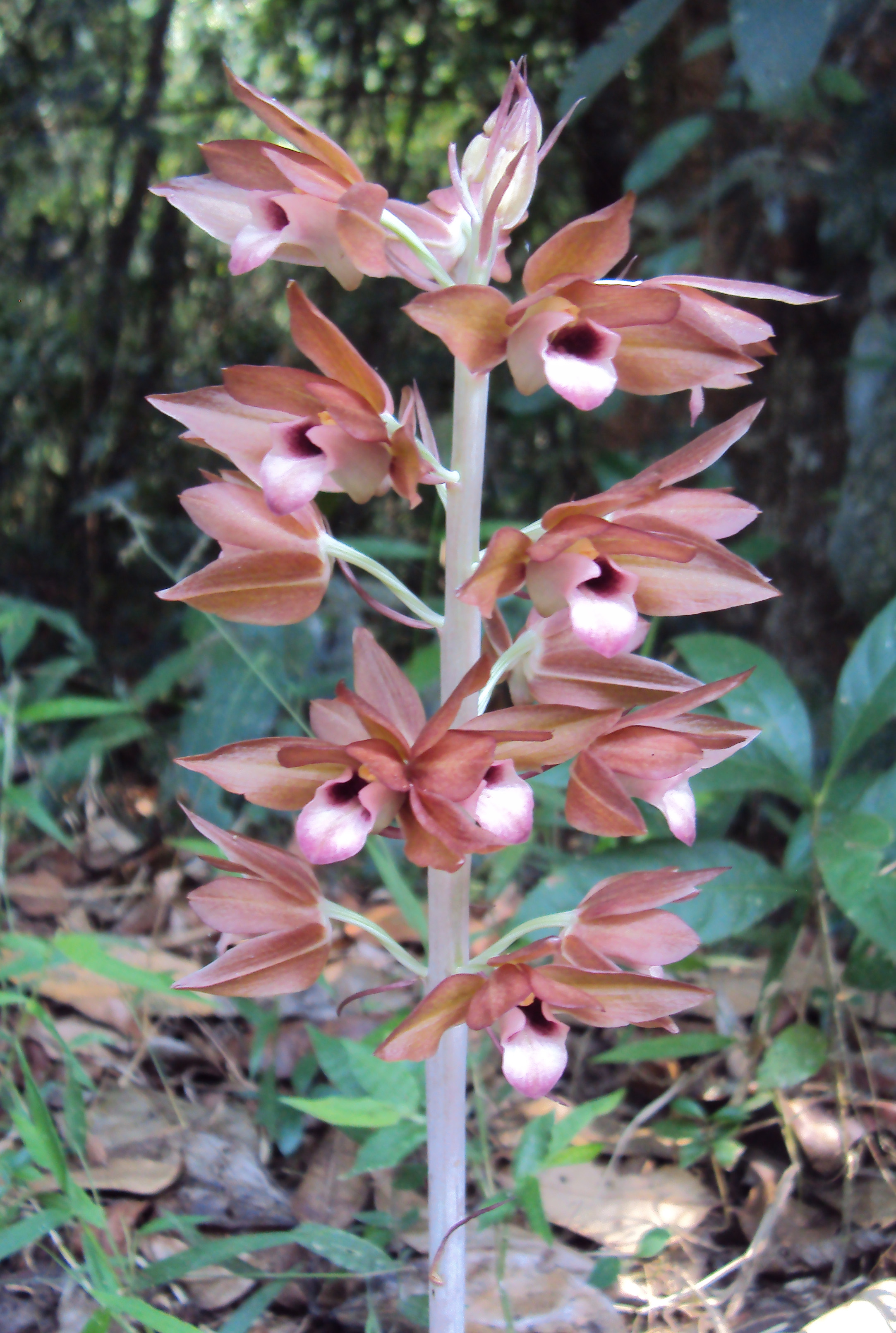